# Československá basketbalová liga 1951
Mistrovství Československa v basketbalu 1951 bylo v Československu nejvyšší ligovou basketbalovou soutěží mužů, v ročníku ligy hrálo 8 družstev, z toho 2 ze Slovenska. Titul  mistra Československa získala Zbrojovka Brno, Spartak Praha Sokolovo  skončil na 2. místě a Sokol Žižkov na 3. místě. 
Konečné pořadí  1951:

1. Zbrojovka Brno „A" (mistr Československa 1951) - 2. Spartak Praha Sokolovo - 3. Sokol Žižkov Praha - 4. ATK Praha - 5. Zbrojovka Brno „C" - 6. Dynamo Slavia Praha - 7. Dynamo Košice - 8. NV Bratislava

## Systém soutěže
- Všech 8 družstev hrálo jednokolově každý s každým, každé družstvo 7 zápasů.

## Mistrovství Československa v basketbalu 1951
| Poř. | Tým                    | Z | V | P | Skóre   | Body |
| ---- | ---------------------- | - | - | - | ------- | ---- |
| 1.   | Zbrojovka Brno         | 7 | 6 | 1 | 401:299 | 12   |
| 2.   | Spartak Praha Sokolovo | 7 | 6 | 1 | 381:274 | 12   |
| 3.   | Sokol Žižkov           | 7 | 5 | 2 | 373:369 | 10   |
| 4.   | ATK Praha              | 7 | 4 | 3 | 360:283 | 8    |
| 5.   | Zbrojovka Brno II.     | 7 | 4 | 3 | 304:353 | 8    |
| 6.   | Dynamo Slavia Praha    | 7 | 1 | 6 | 304:361 | 2    |
| 7.   | Dynamo Košice          | 7 | 1 | 6 | 327:406 | 2    |
| 8.   | NV Bratislava          | 7 | 1 | 6 | 370:441 | 2    |

## Sestavy (hráči, trenéři) 1951
- Zbrojovky Brno: Ivo Mrázek, Jan Kozák, Lubomír Kolář, Radoslav Sís,  Miloš Nebuchla, Stanislav Vykydal, Miroslav Dostál, Helan, Šimáček, Grulich. Trenér L. Polcar
- Sparta Praha:  Jindřich Kinský, Jiří Baumruk, Miroslav Škeřík, Miloslav Kodl, Josef Ezr, Miroslav Baumruk, Vančura. Trenér Lubomír Bednář
- Sokol Žižkov: Jaroslav Šíp, Josef Toms, Franc, Kocourek, Škoda.
- ATK Praha: Jiří Matoušek,  Karel Bělohradský, Josef Křepela, Ján Hluchý, Rudolf Stanček, Milan Maršalka, Skronský, Douša, Suchopár
- Zbrojovky Brno II.: Touš, Badal, Procházka, Nečas, Novák, Lefner
- Dynamo Slavia Praha: Zdeněk Rylich, Z. Kumstát, Heger, J. Kumstát, Bažil
- Dynamo Košice: Zoltán Krenický, Škultéty, Novabilský, Smolen, Chvála, Zeleň
- NV Bratislava: Eugen Horniak, Miloš Bobocký, Teplý, Tiso, Mašek, Filkus, Cimra.

## Zajímavosti
- V roce 1951 byly reorganizovány československé basketbalové soutěže, byly organizovány na základě způsobu pyramidy. Vrcholem bylo Mistrovství Československa za účasti 8 družstev. Na podzim 1951 byla hrána zkrácená sezóna se závěrečným turnajem v Praze.